# 小澤敬市
小澤 敬市（おざわ けいいち、1951年 - ）は、日本の国土交通官僚。国土交通事務次官事務代理等を経て、国土交通審議官を最後に退官し、不動産協会副理事長や、自転車駐車場整備センター理事長を務めた。

## 人物・経歴
愛知県出身。1976年東京大学法学部卒業、建設省入省、都市局都市政策課配属。国土交通省大臣官房総括審議官等を経て、2007年国土交通省土地・水資源局長。2008年国土交通省大臣官房建設流通政策審議官。2010年から国土交通省大臣官房長を務め、体制見直しなどにあたった。2011年には竹歳誠が内閣官房副長官に抜擢されたことを受け国土交通事務次官事務代理も務めた。同年国土交通審議官。2013年不動産協会副理事長兼専務理事。2015年自転車駐車場整備センター理事長。2019年建設経済研究所理事長。2021年瑞宝重光章受章。